# Objectif à bascule et décentrement

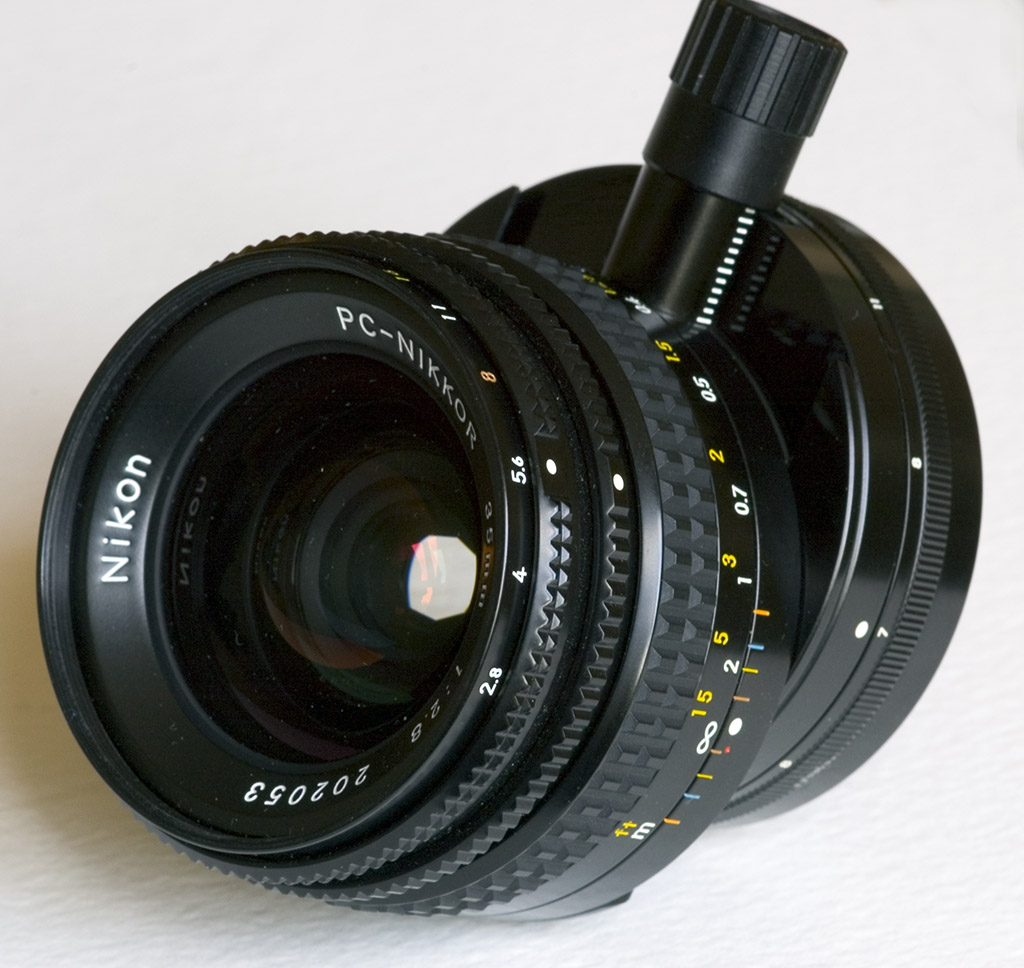
Objectif à décentrement Nikkor 35 mm f/2,8

Un objectif à bascule et décentrement, également appelé objectif à contrôle de perspective (tilt-shift lens en anglais) est un objectif dont la partie optique peut être basculée et déplacée par rapport à la surface sensible. Le but est de permettre (même de manière limitée) les mouvements possibles avec une chambre photographique, en particulier pour le contrôle de la perspective et de la profondeur de champ.

## Exemple de problème posé
Dans la tentative de réaliser une image qui ne paraisse pas trop déformée et où la perspective ne parait pas trop exagérée en cas de manque de recul alors que le sujet à photographier est un monument élevé, par exemple une église ou un immeuble haut.

### Photographie en contre-plongée
Une première approche consiste à photographier le monument en contre-plongée, c'est-à-dire en basculant l'appareil photo vers le haut. Avec un objectif grand angle, on pourra faire rentrer le monument dans le cadre, mais on observera un effet de perspective sur les éléments verticaux de la façade du bâtiment.

### Photographie au super grand angle puis recadrage
En « décadrant », on supprime l'effet de perspective mais on coupe le sujet en deux. Une solution est de choisir un objectif encore plus grand angle que le précédent ; toujours en « décadrant », on pourra faire rentrer la totalité du bâtiment dans l'image et les lignes correspondant à des éléments verticaux du bâtiment apparaîtront parallèles dans l'image.
Le problème est qu'en procédant ainsi, on a dans le cadre beaucoup de sol (50 % de l'image) et de l'air à droite et à gauche. Il faudra donc faire un recadrage important de l'image après la prise de vue pour ne conserver que la partie utile de la photo, avec une grosse perte de qualité.

### Intérêt et principe de l'objectif à décentrement
L'objectif à décentrement permet de photographier avec la même focale grand angle de l'exemple en contre-plongée, mais sans basculer l'appareil vers le haut. Au lieu de cela on décentrera l'objectif vers le haut pour récupérer la partie de l'image manquante.
Alors qu'un objectif classique produit un cercle d'image couvrant la diagonale de la surface sensible (par exemple, pour le format 24 × 36 mm, il suffit que l'objectif projette une bonne image sur 43,27 mm de diamètre pour que l'image soit exposée sur toute sa surface), un objectif à décentrement, lui, couvre une surface d'un diamètre plus grand que celle-ci (par exemple 6 à 8 cm de diamètre dans le cas qui nous préoccupe).
L'autre caractéristique de l'objectif à décentrement est donc de pouvoir coulisser, latéralement ou verticalement grâce à un système de glissières, de manière à récupérer une portion de l'image qu'il produit, autre que la portion centrale habituellement utilisée.

## Qualités optiques nécessaires pour un objectif à décentrement
Le but principal de l'utilisation d'un objectif à décentrement étant de restituer correctement la géométrie de l'objet photographié, il faudra d'abord qu'il soit bien corrigé contre les distorsions pour éviter de courber les lignes droites.
Il faudra ensuite que, même en cas de décentrement, la luminosité de l'image soit homogène. En d'autres termes, l'objectif ne devra pas présenter de vignettage visible.
Enfin, il est souhaitable que l'image soit bien nette tant au centre de l'image que produit l'objectif que sur les bords.
En résumé, si un objectif à décentrement est souvent un objectif grand angle ou très grand angle, il devra éviter les défauts optiques qui apparaissent en priorité sur cette catégorie d'objectifs ; d'où l’intérêt d'avoir affaire à des optiques de grande qualité.

## Couplage entre le boîtier photo et l'objectif
Avant l'avènement de l'autofocus la transmission des informations entre l'objectif et le boîtier (valeur du diaphragme et commande de fermeture du diaphragme) était toujours une transmission mécanique.
En construisant des boîtiers autofocus, la plupart des fabricants ont conservé leur ancienne monture d'objectif en rajoutant un axe rotatif pour le réglage de la netteté par le boîtier.
Dans le cas d'un objectif à décentrement, comme l'objectif se déplace par rapport au boîtier, il devient difficile de maintenir ces couplages mécaniques sans grosses acrobaties technologiques. Les objectifs à décentrement sont donc à mise au point manuelle. Certains modèles fonctionnement également à diaphragme réel, c'est-à-dire que c'est le photographe qui règle le diaphragme sur l'objectif, aucune commande du diaphragme n'étant disponible depuis le boîtier. D'autres comme les Nikon PC-E associés à un boîtier récent disposant de l'électronique adéquate peuvent voir leur diaphragme réglé par l'appareil.
En passant à l'autofocus Canon a par contre choisi d'abandonner son ancienne monture d'objectif à couplage mécanique au profit d'une nouvelle où tous les couplages boîtier objectifs sont réalisés par 7 contacts électriques. À priori, ce choix technologique est compatible avec la réalisation d'objectifs à décentrement autofocus permettant la visée à pleine ouverture (mise au point) et le réglage du diaphragme depuis le boîtier. Mais Canon n'a choisi d'exploiter cette possibilité que partiellement avec ses objectifs à décentrement : le diaphragme est commandé par l'appareil photo, mais la mise au point reste manuelle.

## Décentrement et bascule
Une autre possibilité des objectifs articulés est de pouvoir incliner l'orientation des lentilles par rapport à la surface sensible. Cette inclinaison permet un réglage de mise au point qui ne sera pas le même sur toute la photo. Grâce à la bascule, la netteté peut être réglée à l'infini sur l'un des bords de la photo et à une courte distance pour l'autre bord. On pourra ainsi augmenter la profondeur de champ sans fermer le diaphragme.
Certains objectifs à décentrement sont aussi à bascule. C'est le cas pour les TS-E 17 mm f/4, TS-E 24 mm f/3,5, TS-E 45 mm f/2,8 et TS-E 90 mm f/2,8 à décentrement de chez Canon.

Objectif à bascule et décentrement Canon TS-E 17 mm f/4
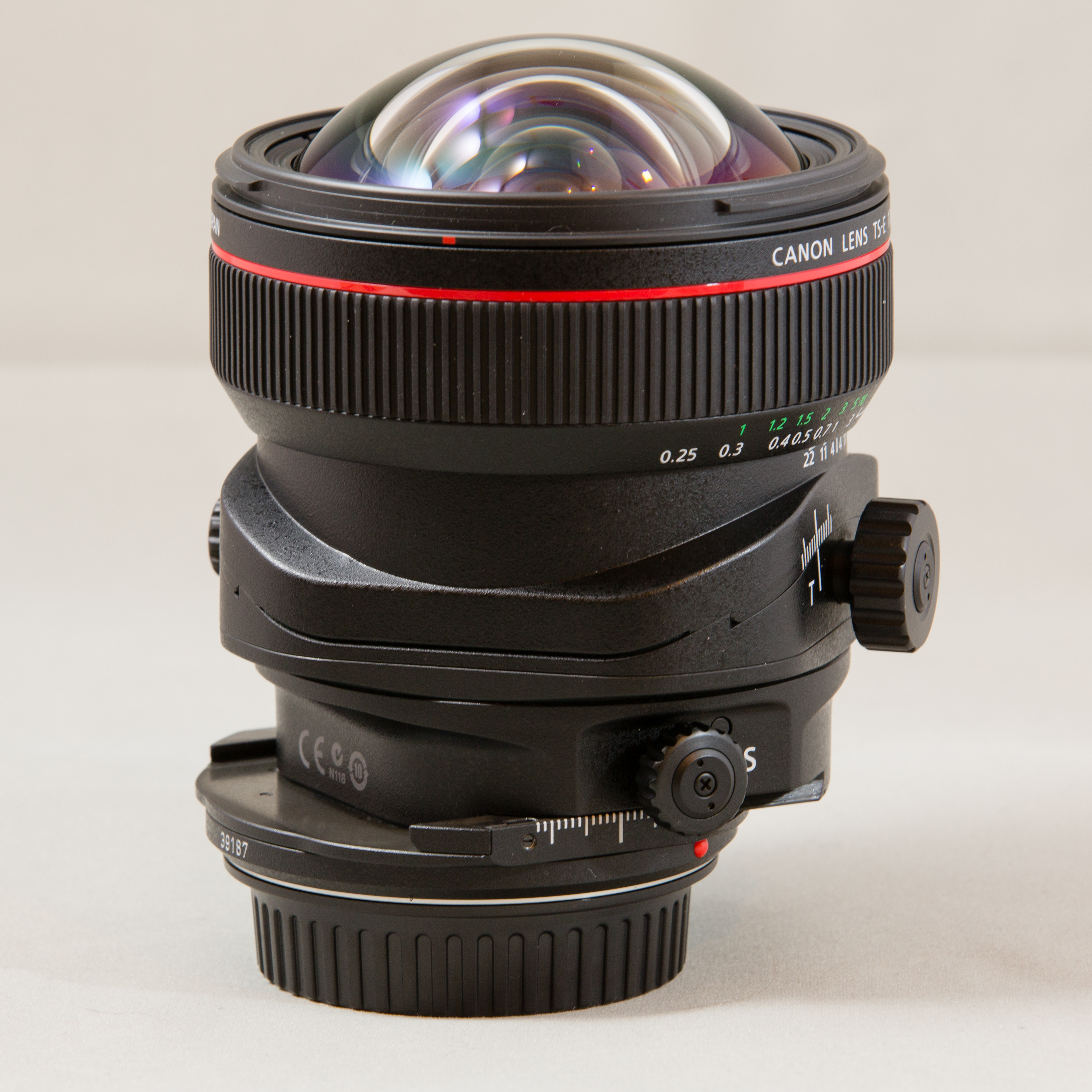
En position décentrée.
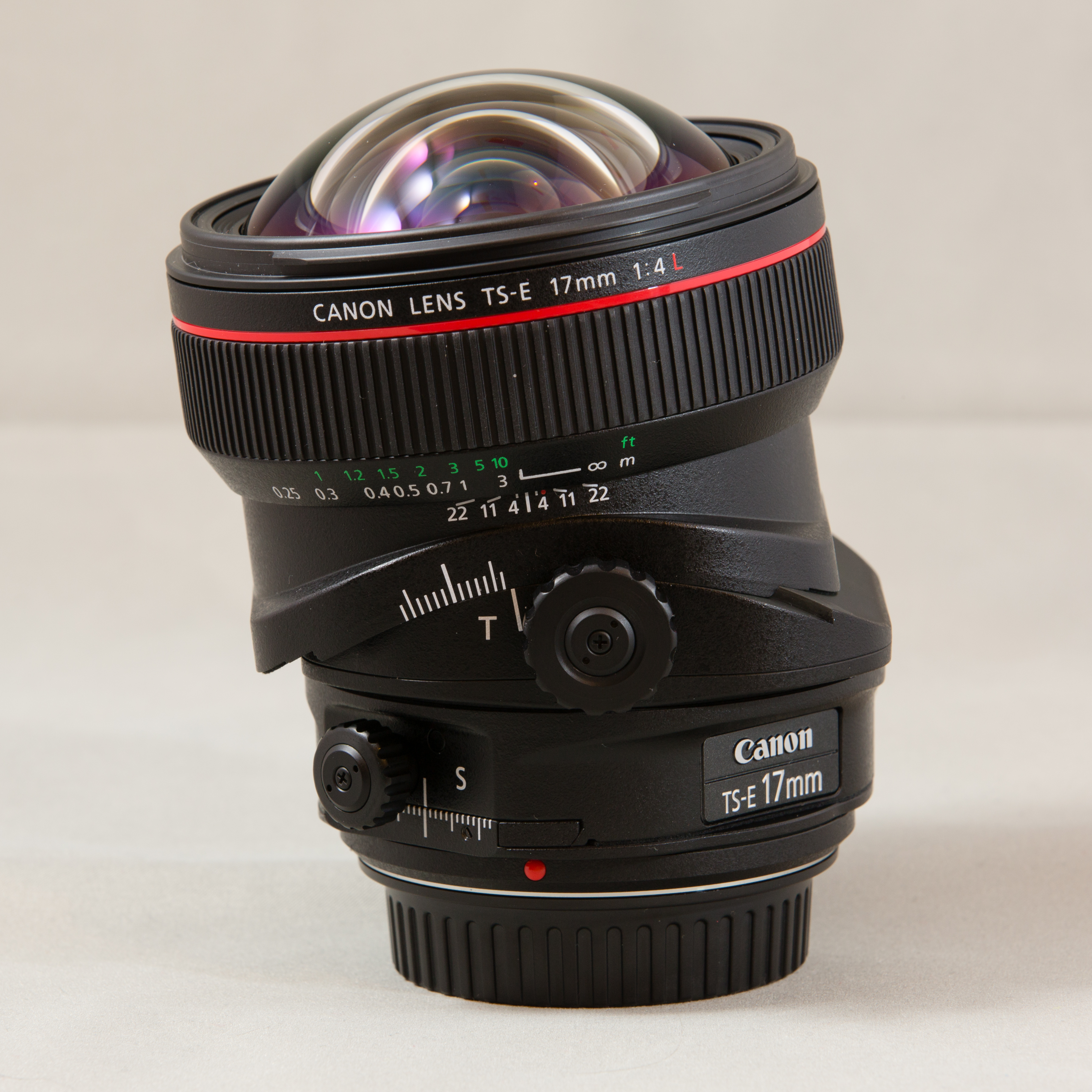
En position basculée.

## Simulation d'effet de bascule
Parmi les effets à la mode, on peut noter la présence fréquente, sur les appareils ou les logiciels, de l'effet dit « tilt & shift » ou, en français, effet maquette ou effet miniature : du fait de l'expérience culturelle de la perception photographique et cinématographique, une courte focale associée à une faible profondeur de champ évoque une macrophotographie. Cependant, le nom tilt & shift, est utilisé abusivement car il ne s'agit que d'un traitement d'image, qui se contente généralement d'ajouter du flou en haut et en bas de l'image pour créer l'illusion d'une faible profondeur de champ, et n'a rien à voir avec l'utilisation d'une optique à bascule et décentrement.